# Isabella I av Kastilien
Isabella I av Kastilien, född 22 april 1451 i Madrigal de las Altas Torres, Kastilien och León, död 26 november 1504  i Medina del Campo, Kastilien och León, var drottning av Kastilien och León. Hon och hennes man Ferdinand II av Aragonien gav stabilitet åt båda kungadömena vilket bidrog till att lägga grunden för Spaniens enande. Detta innebar att ett politiskt enat Spanien kunde tas över av deras dotterson, Karl V av Heliga romerska riket av tysk nation.
Den riktiga kastilianska versionen av hennes namn var Ysabel (Isabel i modern stavning), men i de germanska länderna är hon vanligtvis känd som Isabella, som är den italienska formen av hennes namn. På hennes grav står hennes namn i den latinska formen "Helizabeth". I Kastilien är hon mest känd som "Isabel la Católica" ("Isabella den katolska" eller "Elizabeth den katolska") eftersom påven Alexander VI kallade Isabella och hennes man för de katolska monarkerna.

## Tidiga år
Isabella föddes som Isabella av Trastámara som låg i Madrigal de las Altas Torres. Hon var döpt efter sin mor Isabella av Portugal, ett namn som då var sällsynt i Kastilien. Vid tiden för hennes födelse var hennes äldre halvbror Henrik före henne i arvsföljden till tronen. Henrik var 26 år vid denna tid och var gift men hade inga barn. Hennes bror Alfonso föddes två år senare och flyttade ner henne till tredje plats som tronföljare. När hennes far, Johan II, dog år 1454, blev Henrik kung Henrik IV. Hon och hennes mor och bror flyttade sedan till Arévalo. Det var här som hennes mor började förlora sitt förnuft, ett drag som skulle förfölja den spanska monarkin och de kungahus i Europa som härstammar från henne. Dessa tider var oroliga för Isabella. Hon led också av brist på pengar, ett faktum hon senare skulle väva in i den propaganda och de myter hon använde sig av för att kunna komma åt tronen. Trots att hennes far ordnade sitt testamente så att barnen skulle bli väl omhändertagna, gick inte hennes bror Henrik med på det, antingen av dumhet eller för att hålla sina syskon i sin makt. Isabella berättade senare att hon under denna tiden hittade styrka i skrifter och böcker. Isabella hjälpte även sin vän Beatrix de Silva med att grundlägga en nunneorden som var väldigt inflytelserik under hennes tidiga år.
När drottningen, Johanna av Portugal, skulle föda kungens dotter, blev Isabella och hennes bror bortförda från sin mor och fick ett eget hov i Segovia. Det ryktades att drottningen hade många älskare; en av dem var Betrán de la Cueva och när hennes dotter Joanna föddes blev hon kallad Joanna la Beltraneja efter mannen som troligtvis var hennes far. Detta namn har förföljt henne genom historien. Eftersom det aldrig har blivit bekräftat om Joanna var eller inte var Henriks dotter, och de tillgängliga källorna aldrig kommer att besvara denna fråga säkert, är det fullständigt möjligt att Joanna faktiskt hans äkta arvinge. Om det är så, väcker det intressanta frågor om ifall Isabellas inflytelserika regeringstid vilade på legal grund, eller om hon och Ferdinand tekniskt sett var troninkräktare.
På Isabellas tid trodde folket dock att Joanna var en oäkta dotter och de ville inte ha henne till drottning, så när Henrik först sade att Joanna skulle bli hans tronföljare började de håna och protestera mot honom. En adelsman som var ivrig efter makt konfronterade kungen och krävde att kungens yngre halvbror Infanto Alfonso skulle bli utnämnd till efterträdare. De gick till och med så långt att de frågade om Alfonso kunde beslagta tronen. Adelsmännen, som nu hade Alfonso i sin makt och hävdade att han var den sanna härskaren, drabbade samman med Henriks styrka i slaget i Olmedo år 1467. Slaget blev oavgjort. Henrik gick med på att göra Alfonso till sin arvtagare, förutsatt att Alfonso skulle gifta sig med hans dotter, Joanna. Några dagar senare ändrade han sig; Henrik ville skydda sin dotters rätt, och för detta blev han kallad Henrik den svagsinte.
Den 5 juli 1468, strax efter att Alfonso blev utnämnd till prins av Asturias, en titel som då gavs till efterträdaren av Kastilien och Leon, dog han. Den troliga orsaken var böldpest men adelsmännen som hade stöttat honom misstänkte mord. Det fanns nu två möjliga tronarvingar, Joanna och Isabella. Joanna stod först i kön med många av adelsmännen vägrade erkänna henne som äkta, vilket ledde till inbördeskrig. För att få med folket på sin sida utnämnde Henrik Isabella till sin arvinge. I och med att Isabella förklarades som laglig arvinge gjorde hon en kompromiss med Henrik där hon lovade att inte gifta sig utan Henriks godkännande och Henrik lovade att Isabella inte skulle behöva gifta sig mot sin vilja. De som stod på Isabellas sida uppnådde näst intill allt som de önskade, utan att de gick så långt att de utmanade Henrik. De var inte tillräckligt mäktiga för att kunna göra det och Isabella ville inte heller riskera att principen om att tronen ärvdes i raka led skulle tas bort, eftersom hon själv argumenterade utifrån den principen.

## Potentiella äkta män

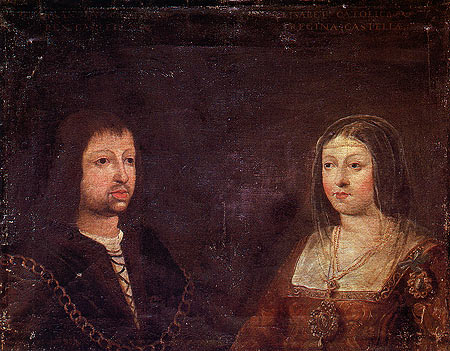
Isabellas och Ferdinands bröllopsporträtt

Vid tre års ålder blev Isabella förlovad med Ferdinand, född 10 mars 1452 och son till Johan II av Aragonien. Dock bröt hennes bror Henrik förlovningen sex år senare för att hon istället skulle kunna förlova sig med Karl IV av Navarra, som också han var son till Johan II av Aragonien. Men Johan förbjöd detta och bröllopet blev aldrig av. Henrik gjorde då ett nytt försök att hitta en make till Isabella. Valet föll på Alfons V av Portugal. År 1464 lyckades Henrik förena Alfonso och Isabella i det kungliga klostret Santa Maria i Guadalupe, men Isabella vägrade att gifta sig med honom på grund av den stora åldersskillnaden.
Som 16-åring blev Isabella förlovad med 43-åriga Pedro Giron, herre över Calatrava och bror till kungens gunstling, Don Juan Pacheco. Men inte heller detta bröllop blev av eftersom Don Pedro dog av brusten blindtarm under resan för att möta Isabella.
Henrik försökte då ännu en gång få igenom en förlovning mellan Isabella och Alfons V av Portugal, men Isabella vägrade. Efter detta misslyckande försökte Henrik gifta bort Isabella med Ludvig XI:s bror Karl av Berry. Samtidigt förhandlade Johan II av Aragonien i hemlighet med Isabella om ett äktenskap mellan henne och hans son Ferdinand. Enligt Isabella var Ferdinand den bästa kandidaten.
För att kunna träffa Ferdinand lyckades Isabella rymma från hovet med ursäkten att hon skulle besöka sin brors grav i Ávila. Ferdinand reste igenom Kastilien i hemlighet, utklädd till köpman. Till detta fanns det två skäl, för det första ville Henrik IV och de flesta av hans adelsmän förhindra ett bröllop, men också för att Ferdinands far inte hade råd att bekosta det följe Ferdinand skulle ha behövt för att genomföra ett ståndsmässigt besök i Kastilien. Den 15 oktober träffades Isabella och Ferdinand för första gången. De fattade tycke för varandra, men det fanns mer än ett problem. Isabellas farfar och Ferdinands farfar var bröder. Parterna var således sysslingar och de behövde därför en påvlig tillåtelse för att få gifta sig. Isabella ville inte gå med på ett äktenskap innan hon hade fått en säker dispens. Men Ferdinands far som förutsett att något liknande skulle ske utarbetade tillsammans med ärkebiskopen av Toledo en falsk påvlig bulla, som godkände giftermålet. Isabella gick med på att gifta sig och bröllopet ägde rum den 19 oktober 1469 i Palacio de los Vivero i staden Valladolid.
När Henrik fick vetskap om bröllopet försökte han snabbt övertala påven att upplösa äktenskapet med argumentet att de var kusiner. Han misslyckades dock.

## Isabella och Ferdinand kommer till makten
År 1474 dog kung Henrik IV, och nu fanns det två personer som slogs om makten: Henriks dotter Joanna la Betraneja och Isabella. Om Joanna blev drottning skulle Kastilien förena sig med Portugal eftersom Portugals kung varit förlovad med henne sedan hon var tolv år, men om Isabella blev drottning skulle det förena sig med Aragonien. Egentligen var det naturligare för Kastilien att förena sig med Portugal eftersom de hade tillhört varandra fram till 1139, medan Aragonien hade skilts från Kastilien år 711.
Några månader efter Henrik IV:s död började ett inbördeskrig mellan Joanna och Isabella. Frankrike stod på Joannas sida, eftersom de var fiender till Aragonien. De hade bestämt att så många som möjligt av Aragoniens provinser söder om Pyreneerna skulle tillhöra de förenade Portugal och Kastilien, medan Roussillon och Balearerna skulle tillfalla Frankrike om de vann.
Isabellas kastilianska trupper förenade sig med Ferdinands och den 1 mars 1476 mötte de de portugisiska trupperna i närheten av Zamora. Efter tre timmar flydde portugiserna. Alfons V var nära att bli tillfångatagen, men han blev räddad av sin son som kom med reservtrupper. Isabella vann kriget och fick ta över makten, och Kastilien och Aragonien förenades.
När Isabella och Ferdinand väl fått makten kom de överens om konkordatet i Segovia, som betydde att Ferdinand regerade i Aragonien och fick delta i regeringen i Kastilien, och Isabella styrde i Kastilien och sköte finanserna. På det sättet delade de på makten. Nu återstod bara erövringen av två stater till för att deras dröm om ett enat Spanien skulle förverkligas - det moriska Granada och Navarra.
Isabella genomförde många saker som gjorde henne populär bland folket. Kastilien var mycket kaotiskt på den här tiden, men hon förbjöd adelsmännen att starta privata krig vilket gjorde det fredligare. Hon gjorde domstolarna effektivare och parlamenten mer demokratiska, och hon införde den första motsvarigheten till guardia civil, civilgardet, som tog hand om upprorsmakare och oroligheter.

## Det händelserika året 1492
1492 var ett viktigt år för Isabella. Tillsammans med Ferdinand slutförde hon återerövringen av Granada i Emiratet av Granada, vilket betydde slutet för 'Reconquista', hon stödde framgångsrikt Christofer Columbus och drev ut judarna och muslimerna från Spanien.

### Granada

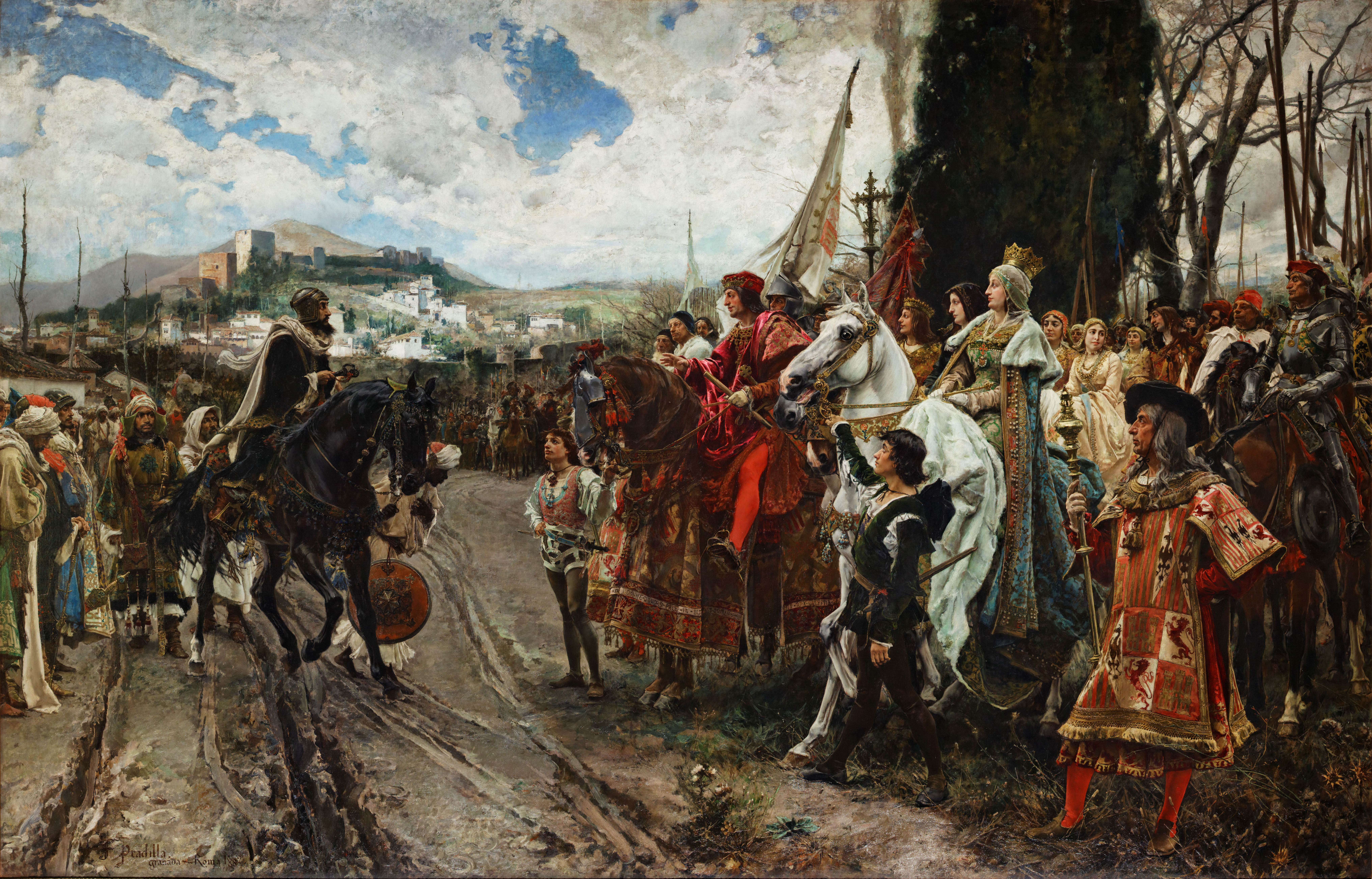
Kapitulationen i Granada avbildad av Francisco Pradilla på en oljemålning 1882.

Kungadömet Granada hade styrts av den muslimska Nasrid-dynastin sedan början av 1200-talet. Granada låg skyddat av naturliga barriärer och hade befästa städer. Granada stod länge emot reconquista (återerövringen), men år 1492 fick de se sig besegrade av Isabella och Ferdinand som styrde handfast och beslutsamt, till skillnad från ledarna i Granada som var splittrade och aldrig riktigt representerade en enad front.
Återerövringen inleddes år 1482, och den innefattade provinserna Granada, Málaga och Almería. År 1482 var Granada delat i två läger som stred för varsin kung: Abul Hassan ("den gamle kungen") eller hans son Muhammed, som kallades Boabdil ("den unge kungen"). De var fiender på grund av en kärlekshistoria mellan Abul Hassan och en kristen fånge, Isabel de Solís, som omvänt sig till islam och tagit sig namnet Zoraida, Gryningsstjärnan. När den gamle kungen förälskade sig i henne flydde hans fru och deras söner, däribland Muhammed, från det kungliga palatset Alhambra och uppmanade sina anhängare till uppror mot kungen. De lyckades driva ut kungen från landet, och 1482 blev Muhammed kung. Han kallades då Muhammed XII.
År 1484 tillfångatog spanjorerna Muhammed XII (Boabdil), och hans far och senare hans farbror fick tillbaka makten. Men 1487 släpptes han mot villkoret att Granada betalade skatt till Ferdinand och Isabella, och han kunde återvända till Granada och återuppta styret.. Men han svek löftet, vilket gjorde att de anföll Granada.
De spanska monarkerna rekryterade soldater från flera olika europeiska länder och förbättrade sitt artilleri med de senaste och bästa kanonerna. Systematiskt fortsatte de att ta över kungadömet bit för bit. Det hände ofta att Isabella ingav sina anhängare och soldater mod, genom att be i mitten av, eller vid sidan av slagfältet, om att Guds vilja skulle ske. År 1485 belägrade de staden Ronda, vilken kapitulerade efter omfattande bombningar. Följande år erövrades staden Loja som är belägen i de västra delarna av Granada och Muhammed XII blev åter igen tillfångatagen men frisläppt. Ett år senare, vid Málagas kapitulation, föll hela den västra delen av det muslimska Nasrid-kungadömet i Spaniens händer. Den östra provinsen kom att tillhöra Spanien efter Bazas fall år 1489.
Belägringen av Granada började på våren 1491. I en brand förstördes spanjorernas läger, men lägret återuppbyggdes och denna gång i sten. Det nya lägret byggdes i form av ett kors och målades vitt. Lägret döptes till "Santa Fe" vilket betyder "Helig tro". Vid årets slut kapitulerade Muhammed XII. Den 2 januari 1492 tågade Isabella och Ferdinand in i Granada för att få nycklarna till staden och göra om huvudmoskén till en kyrka. Senare samma år skrevs en överenskommelse under om att muslimerna i Granada skulle få ha kvar sin tro, men överenskommelsen hölls inte.

### Columbus

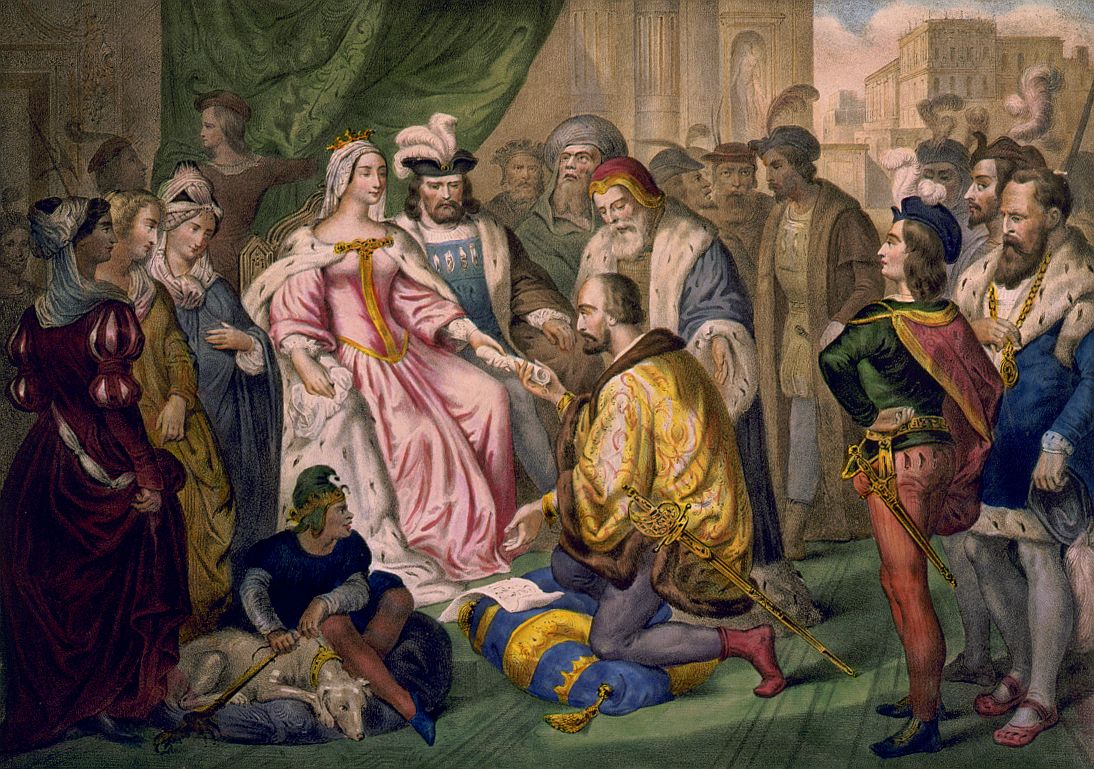
Christopher Columbus ger information till Isabella av Kastilien, framställt i en litografi vid mitten av 1800-talet.

Columbus var med vid erövringen av Granada och såg nycklarna lämnas till Ferdinand och Isabella. Men Cristopher Columbus var egentligen sjöman, och han hade flera gånger lagt fram förslag om en sjöväg över Atlanten till Indien.
Drottning Isabella avvisade Christopher Columbus plan att hitta en ny väg till Indien genom att segla västerut flera gånger innan hon ändrade sig och gick med på att stödja hans försök. Det tog henne 1–2 år att ändra sig, men 1492, efter erövringen av Granada, kallades Columbus till hovet och nya förhandlingar inleddes. Slutligen gick hon med på hans krav: att bli utnämnd till amiral över Oceanien, vilket också skulle gälla hans ättlingar och har gått i arv till dem ända till idag, och att tio procent av vinsten skulle tillfalla honom. Kontraktet undertecknades av båda monarkerna.
Den 3 augusti 1492 startade Columbus expedition och den 12 oktober siktade de ön San Salvador som ligger bland Bahamasöarna, och den 28 oktober kom de till Cuba. Han återvände till Spanien året därpå för att presentera sina upptäckter för kungligheterna. Han hade med sig infödingar och guld och välkomnades som en hjälte. Spanien gick in i en gyllene tidsålder av utforskning, kartläggning, nya upptäckter och kolonisation. År 1494 skrev Ferdinand och Isabella under Tordesillasfördraget, där de gick med på att dela på världen utanför Europa med kung Johan II av Portugal.

### Utdrivningen av judarna och muslimerna.
Genom införandet av Inkvisitionen och genom att ge makt till inkvisitorn Tomás de Torquemada försökte Isabella och Ferdinand ena Spaniens folk inom den katolska religionen. Även om Isabella var emot att vidta hårda åtgärder mot judarna på ekonomiska grunder lyckades Torquemada övertyga Ferdinand. Den 31 mars 1492 publicerades Alhambraförordningen om att judarna skulle utvisas. De hade fyra månader på sig att lämna landet, och de fick ta med sig sina växlar och handelsvaror, men inte ädla metaller eller präglade mynt. Eftersom det var dåligt med transporter tvingades de flesta att lämna kvar de flesta av sina tillhörigheter ändå. Man vet inte riktigt hur många som lämnade Spanien; källor från 1400-talet varierar mellan 150 000 och 500 000, men senare forskning har visat att det troligen inte var mer än 60 000–70 000. Andra konverterade men blev ofta granskade av inkvisitionen som försökte sätta fast judar som konverterat på pappret men sedan återgått till judendomen i hemlighet.
Inkvisitionen försökte också sätta fast dem som hjälpte judarna. Muslimerna i det nyligen erövrade Granada hade till en början blivit lovade religiös frihet men trycket på att de skulle konvertera ökade och efter några uppror införde man år 1502 (se Moriscos) ett förhållningssätt till muslimerna där de tvingades till landsflykt eller att konvertera. En som konverterat men inte led av inkvisitionens effekter var Luis de Santángel och hans familj. Luis de Santángel var kungens och drottningens finansminister och var till stor hjälp när man upptäckte den Nya världen. Men det var stort motstånd mot inkvisitionen, och en av inkvisitorerna mördades i katedralen Zaragoza fem månader efter att den inrättats.

## Senare år
Isabella och hennes man tog emot titeln "de katolska majestäten" av påven Alexander VI. Isabella tyckte inte om att påven var alltför världslig. I och med det fysiska enandet av Spanien påbörjade även Isabella och Ferdinand en process av själsligt enande och försökte att få landet under samma tro (romersk katolicism). Som en del av denna process blev inkvisitionen en myndighet. Efter en uppgång år 1499 bröts avtalet med Granada år 1502 och de som var muslimer blev tvungna att döpa sig, annars blev de utvisade från landet. Isabellas biktfader, Francisco Ximénez de Cisneros, var ärkebiskop av Toledo. Han var verksam i återställandet av de religiösa instituten i Spanien. Han lade grunden för den senare motreformationen. Som kansler så fick han mer och mer makt.
Isabella och hennes man hade skapat ett imperium och några år senare fick de en styrelse. De var oroliga över tronföljden och jobbade med att förena den spanska tronen med de andra härskarna i Europa. Ur politisk synvinkel kan detta ses som ett försök att överlista Frankrike och att slå samman deras rike med den Iberiska halvön. Tidigt år 1497 verkade allt vara på sin plats. Kronprinsen Don Juan gifte sig med Margareta av Österrike och förenades då med den kejserliga ätten Habsburg. Den spanska prinsessan som var den äldsta dottern gifte sig med Manuel I av Portugal, och prinsessan Juana gifte sig med prins Philip av Burgund från ätten Habsburg. Men Isabellas planer för sina barn gick inte som planerat. Juan dog kort efter att han gift sig, Juana, prinsessan av Österrike dog vid barnafödsel och hennes son Miguel dog när han var två år gammal.
Drottning Isabellas titel ärvdes av hennes dotter Johanna den vansinniga, vars äktenskap med Filip den sköne var besvärligt. Katarina av Aragonien som var en annan av Isabellas döttrar, blev den förste av Henrik den VIII av Englands fruar. Katarina födde en dotter, Mary I av England, som blev den fjärde krönta drottningen inom ätten Tudor.
Isabella dog år 1504 i Medina del Campo, innan Philip och Ferdinand blev fiender. Hon är begravd i Capilla Real som ligger i Granada. Capilla Real lät byggas av hennes dotterson, Karl V Heliga romerska riket av tysk nation. Bredvid henne ligger hennes man Ferdinand, hennes dotter Juana och Juanas man Philip och Isabellas två år gamla dotterson Miguel (son till Isabellas dotter, som också hette Isabella, och kung Manuel av Portugal). I museet som ligger bredvid Capilla Real kan man se Isabellas krona och spira.
I Isabellas testamente står det att hennes dotter Johanna den vansinniga skulle regera efter hennes död, men om hon inte kunde eller ville det skulle Ferdinand styra istället tills arvprinsen Karl, Johannas och Filip den sköne av Österrikes äldste son, var 20 år. Men det var tydligt att Johanna den vansinniga inte kunde ta över makten, och många medlemmar i den kastilianska adeln ville att hennes make Filip den sköne skulle bli kung istället för Ferdinand. Ferdinand valde då att dra sig tillbaka till Aragonien, vilket innebar att Aragonien och Kastilien splittrades igen. Han gifte sig med en systerdotter till Ludvig XII av Frankrike för att trygga sig mot Kastilien.
Men så dog både Ferdinands son med hans nya fru och Filip den sköne. Det gick rykten om att Ferdinand hade förgiftat honom, men ingen kunde bevisa något. Därmed blev i alla fall Ferdinand kung både i Kastilien och Aragonien och de två staterna förenades för alltid. Ferdinand regerade i hela Spanien och under hans regeringstid blev också kungadömet Navarra en del av landet, så till slut hade hans och Isabellas dröm om ett enat Spanien gått i uppfyllelse.

## Utseende och personlighet

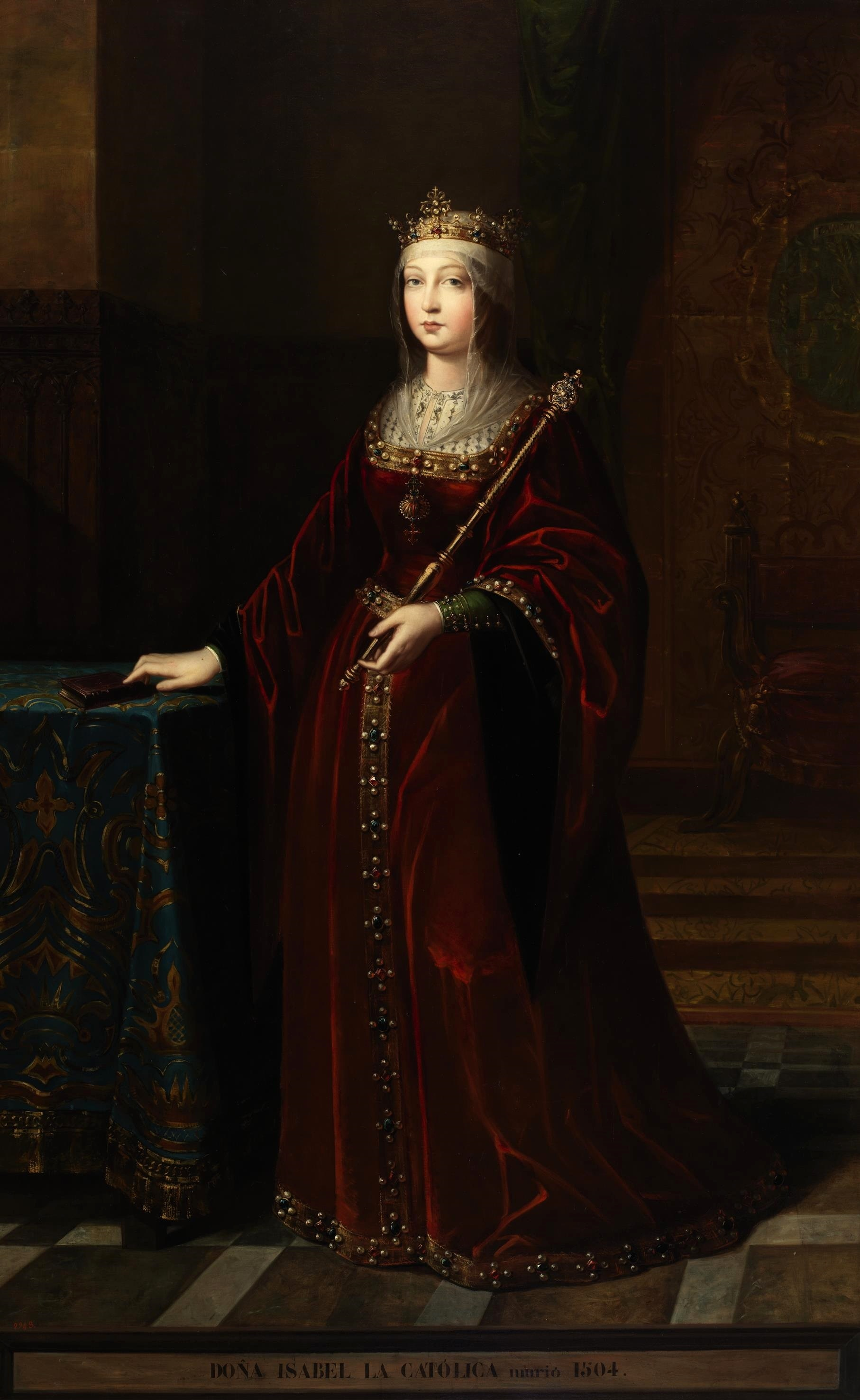
Isabella i vuxen ålder.

Isabella var av medellängd och hade blek hy, blå ögon och långt ljust hår med kopparstänk. Det var typiska drag för medlemmarna familjen Trastámara som var ättlingar till Katherine av Lancaster. Dessa kännetecken är inte ovanliga hos människor från gamla Kastilien. Man tyckte att hennes döttrar, Johanna och Katarina, var mycket lika henne. Hon var värdig och intelligent men levde anspråkslöst och måttligt. Hon hatade islam och gav order om att bränna upp Koranen i hela Spanien.

## Familj
Isabella och Ferdinand hade fyra döttrar och två söner:
- Äldsta dottern Isabella (1470–1498) gifte sig först med Alfonso, kronprins av Portugal, utan att få några barn. Hon gifte sig sedan med Manuel I av Portugal. De fick ett barn, men Isabella dog i barnsäng och barnet, Miguel, dog två år senare.[28]
- Juan, prins av Asturien (1478–1497), gifte sig med prinsessan Margareta av Österrike men dog några månader innan Margareta fick ett dödfött barn.[28]
- Johanna den vansinniga (1479–1555), drottning av Kastilien, gifte sig med Filip I av Kastilien, ("Filip den sköne"), och fick många barn.[28]
- Maria (1482–1517), gifte sig med Manuel I av Portugal, hennes systers änkling, och fick barn.[28]
- Katarina av Aragonien (1485–1536), gifte sig med Arthur, prins av Wales, men han dog och de fick inga barn. Sedan gifte hon sig med hans yngre bror Henrik VIII av England och blev mor till Maria I av England (Blodiga Maria).[28]
- Peter (1488–1490), dog ung.

Framemot slutet av hennes liv överväldigade tragedierna i hennes familj henne, även om hon mötte dessa motgångar med värdighet och styrka. Hennes älskade sons och arvinges död och hans frus missfall tärde på henne, och likaså hennes dotterson Miguel (som kunde ha förenat de katolska kungarnas länder med Portugal) och hennes dotter Isabellas död. Hennes dotter Johanna den vansinniga, vars make Filip var otrogen trots att hon var förälskad i honom, trotsade Isabella offentligt i Medina del Capo. Det var efter detta hon fick sitt smeknamn, som syftar på hennes svåra svartsjuka.
När hennes dotter Katharina (Katarina av Aragonien) man Arthur, prins av Wales dog var Katarinas framtid väldigt osäker, vilket sänkte ner henne i en djup depression som gjorde att hon klädde sig i svart för resten av sitt liv. Hennes starka tro kan man förstå av det hon sa efter att hon hörde om sin sons död: "Herren gav honom till mig, Herren har tagit honom ifrån mig, ärat vare hans heliga namn."

## Som regenter
Isabella och hennes man regerade väldigt effektivt tillsammans och hade lika mycket makt. De stöttade varandra i enlighet med sitt motto "Tanto monta, monta tanto, Isabella como Ferdinand", vilket betyder: Lika mycket som den ena är värd, är även den andra, Isabella som Ferdinand. Samtidigt som hon stödde Columbus, var hon också huvudfinansiär till Gonzalo Fernández de Córdoba y Aguilar, det största militära geniet och den största nyskaparen på den tiden. Isabella och Ferdinands insatser är beundransvärda: de enade Spanien, centraliserade den kungliga makten, slutförde återerövringen av Iberiska halvön från morerna, lade grunderna för den mest dominanta militären under ett och ett halvt århundrade framöver, skapade en rättsordning och reformerade kyrkan. Även utan fördelarna som följde med den amerikanska expansionen, skulle Spanien ha varit en betydande europeisk stat.

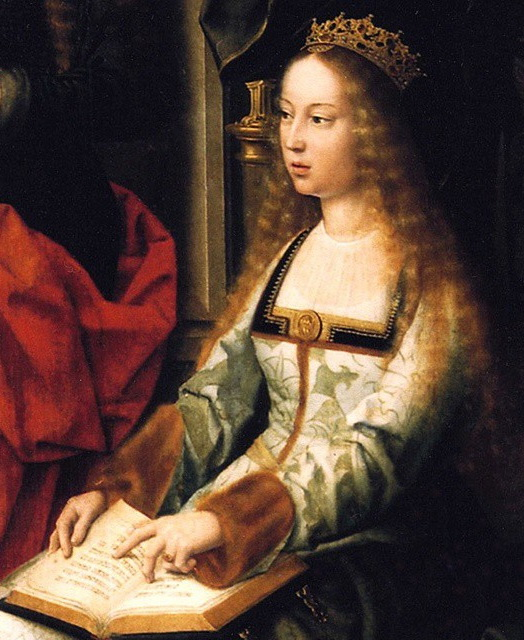
Troligen Isabella av Kastilien

## Isabella och samtida politik och religion
Några katoliker från olika länder, till exempel Miles Jesu, har försökt att få Isabella beatificerad, med målet att senare få henne helgonförklarad. Deras motivering är att Isabella beskyddade fattiga i Spanien och indianerna från den spanska adelns girighet; dessutom finns det källor som hävdar att hon skulle ha utfört mirakel. 1974 tog påven Paul VI upp hennes rätt till saliggörande. Detta för henne närmare ett möjligt helgonförklarande. Inom den katolska kyrkan har hon fått titeln Guds Tjänare.
Denna rörelse har mött motstånd från judiska organisationer, liberala teologer och ärkebiskopen av Paris, Jean-Marie Cardinal Lustiger, som är av judisk börd. Några argument emot helgonförklaring är hennes fördrivning av judar 1492, och hennes och Ferdinands lansering av den spanska inkvisitionen, som förföljde de som utåt sett hade konverterat till katolicism men som misstänktes för att fortfarande utöva judendom eller islam i hemlighet.
Isabella var den första namngivna kvinnan som dök upp på mynt i USA, ett minnesmynt från 1893 som firar 400-årsjubileet av Columbus första resa. Samma år var hon också den första kvinnan som visades på ett amerikanskt frimärke, nämligen på tre frimärken som gavs ut för att fira Columbus. På ett frimärke avbildas hon vid det spanska hovet när hon pantsätter sina egna smycken som säkerhet när hon stödde Columbus och på porträtt bredvid Columbus på det tredje. Det är det enda frimärket av den valören som någonsin tryckts, och ett som samlare eftertraktar inte bara för att det är ovanligt (det trycktes bara 30 000), utan för att det är så vackert; det är karminrött, några med en karmosinröd nyans. Präglade exemplar av det har sålts för över 20 000 dollar.

## Isabella I i populärkulturen
I filmen 1492 – den stora upptäckten från 1992 spelas hon av den amerikanska filmstjärnan Sigourney Weaver.

## Utmärkelser
Nedslagskratern på planeten Venus är uppkallad efter henne.

## Anfäder
|                                     |  |  |  |  |  |  |  |                                   |  |  |  |  |  |  |  |                                            |  |  |  |  |  |  |  | Johan I av Kastilien (1358–1390)                   |
|                                     |  |  |  |  |  |  |  |                                   |  |  |  |  |  |  |  |                                            |  |  |  |  |  |  |  |                                                    |
|                                     |  |  |  |  |  |  |  |                                   |  |  |  |  |  |  |  | Henrik III av Kastilien (1379–1406)        |  |  |  |  |  |  |  |                                                    |
|                                     |  |  |  |  |  |  |  |                                   |  |  |  |  |  |  |  |                                            |  |  |  |  |  |  |  |                                                    |
|                                     |  |  |  |  |  |  |  |                                   |  |  |  |  |  |  |  |                                            |  |  |  |  |  |  |  | Eleonora av Aragonien (1358-1382)                  |
|                                     |  |  |  |  |  |  |  |                                   |  |  |  |  |  |  |  |                                            |  |  |  |  |  |  |  |                                                    |
|                                     |  |  |  |  |  |  |  | Johan II av Kastilien (1405–1454) |  |  |  |  |  |  |  |                                            |  |  |  |  |  |  |  |                                                    |
|                                     |  |  |  |  |  |  |  |                                   |  |  |  |  |  |  |  |                                            |  |  |  |  |  |  |  |                                                    |
|                                     |  |  |  |  |  |  |  |                                   |  |  |  |  |  |  |  |                                            |  |  |  |  |  |  |  | John av Gaunt, 1:e hertig av Lancaster (1340–1399) |
|                                     |  |  |  |  |  |  |  |                                   |  |  |  |  |  |  |  |                                            |  |  |  |  |  |  |  |                                                    |
|                                     |  |  |  |  |  |  |  |                                   |  |  |  |  |  |  |  | Katarina av Lancaster (1373–1418)          |  |  |  |  |  |  |  |                                                    |
|                                     |  |  |  |  |  |  |  |                                   |  |  |  |  |  |  |  |                                            |  |  |  |  |  |  |  |                                                    |
|                                     |  |  |  |  |  |  |  |                                   |  |  |  |  |  |  |  |                                            |  |  |  |  |  |  |  | Constance av Kastilien (1354–1394)                 |
|                                     |  |  |  |  |  |  |  |                                   |  |  |  |  |  |  |  |                                            |  |  |  |  |  |  |  |                                                    |
| Isabella I av Kastilien (1451–1504) |  |  |  |  |  |  |  |                                   |  |  |  |  |  |  |  |                                            |  |  |  |  |  |  |  |                                                    |
|                                     |  |  |  |  |  |  |  |                                   |  |  |  |  |  |  |  |                                            |  |  |  |  |  |  |  | Johan I av Portugal (1358–1433)                    |
|                                     |  |  |  |  |  |  |  |                                   |  |  |  |  |  |  |  |                                            |  |  |  |  |  |  |  |                                                    |
|                                     |  |  |  |  |  |  |  |                                   |  |  |  |  |  |  |  | Johan (João), hertig av Aveiro (1400–1442) |  |  |  |  |  |  |  |                                                    |
|                                     |  |  |  |  |  |  |  |                                   |  |  |  |  |  |  |  |                                            |  |  |  |  |  |  |  |                                                    |
|                                     |  |  |  |  |  |  |  |                                   |  |  |  |  |  |  |  |                                            |  |  |  |  |  |  |  | Filippa av Lancaster (1359–1415)                   |
|                                     |  |  |  |  |  |  |  |                                   |  |  |  |  |  |  |  |                                            |  |  |  |  |  |  |  |                                                    |
|                                     |  |  |  |  |  |  |  | Isabella av Portugal (1428-1496)  |  |  |  |  |  |  |  |                                            |  |  |  |  |  |  |  |                                                    |
|                                     |  |  |  |  |  |  |  |                                   |  |  |  |  |  |  |  |                                            |  |  |  |  |  |  |  |                                                    |
|                                     |  |  |  |  |  |  |  |                                   |  |  |  |  |  |  |  |                                            |  |  |  |  |  |  |  | Alfonso I 1:e hertig av Braganza (1377–1465)       |
|                                     |  |  |  |  |  |  |  |                                   |  |  |  |  |  |  |  |                                            |  |  |  |  |  |  |  |                                                    |
|                                     |  |  |  |  |  |  |  |                                   |  |  |  |  |  |  |  | Isabella av Braganza (1402–1465)           |  |  |  |  |  |  |  |                                                    |
|                                     |  |  |  |  |  |  |  |                                   |  |  |  |  |  |  |  |                                            |  |  |  |  |  |  |  |                                                    |
|                                     |  |  |  |  |  |  |  |                                   |  |  |  |  |  |  |  |                                            |  |  |  |  |  |  |  | Beatriz Pereira de Alvim (1380–1445)               |
|                                     |  |  |  |  |  |  |  |                                   |  |  |  |  |  |  |  |                                            |  |  |  |  |  |  |  |                                                    |